# Scyphanthus elegans
Scyphanthus elegans là một loài thực vật có hoa trong họ Loasaceae. Loài này được D.Don miêu tả khoa học đầu tiên năm 1828.